# Badalovo
Badalovo, česky dříve také Badaló nebo Bodolov, ukrajinsky Бадалово, maďarsky:Badaló, je obec na Ukrajině v Zakarpatské oblasti v okrese Berehovo, v městské komunitě Berehovo.

## Historie
Do uzavření Trianonské smlouvy byla obec součástí Uherska, poté byla součástí první československé republiky. V roce 1921 zde stálo 202 domů a žilo zde 1046 obyvatel, z toho 11 Čechoslováků, 991 Maďarů, a 10 Židů. V letech 1938 až 1945 byla obec na základě první vídeňské arbitráže součástí Maďarského království. Od roku 1945 byla obec součástí Ukrajinské sovětské socialistické republiky, která byla součástí SSSR. Od roku 1991 je obec součástí nezávislé Ukrajiny.